# Omnicom Group
Ne doit pas être confondu avec Omnicom (téléphonie).
Omnicom est une holding multinationale américaine, troisième plus important réseau d'agences de communication et de publicité mondial avec WPP Group et Publicis.
Omnicom est présent dans tous les métiers de la communication : publicité, marketing direct, relations publiques, lobbying, service marketing, communication interactive et achat d'espace.

## Histoire
Il a été fondé en 1986 par fusion des réseaux de BBDO et DDB, en réaction à la création l'année précédente de WPP, dont les ambitions semblaient sans limites sur Madison Avenue (la rue de New York où sont concentrées toutes les plus grosses agences de publicité). En 1993, Omnicom a acquis TBWA.
Le 28 juillet 2013 a été annoncée la fusion des groupes Publicis et d'Omnicom, visant à créer le premier groupe mondial de la communication et de la publicité,. Le 9 mai 2014 au matin, d'un commun accord, les deux groupes ont annoncé la fin du projet de fusion.
En novembre 2015, Omnicom annonce l'acquisition pour 1 milliard de réaux soit 270 millions de dollars, de Grupo ABC, une agence publicité brésilienne.
En décembre 2024, Omnicom annonce racheter Interpublic Group (IPG) d'ici fin 2025. L'opération doit être validée par les autorités de la concurrence.

## Agences

### Publicité et média
- Arnell Group
- BBDO
- DDB Worldwide
- Element 79 Partners
- Goodby, Silverstein & Partners
- GSD&M (en)
- Martin/Williams
- Merkley+Partners (en)
- Omnicom Media Direction (OMD)
- PHD
- TBWA
- Total Advertising
- Zimmerman & Partners
- CPM International (hors média)

### Relations publiques
- PLEON
- CONE
- Fleishman-Hillard
- g+ europe
- Karwoski & Courage
- Ketchum
- Porter Novelli International

### Gestion de la relation client
- Agency.com
- Alcone Marketing Group
- CPM International
- Daytona
- Direct Partners
- GMR Marketing
- Grizzard Communications Group
- Integer Group
- LLKFB
- Organic
- Rapp Worldwide
- Russ Reid Co.
- Targetbase
- TracyLocke
- U.S. Marketing & Promotions

### Agences spécialisées
- Bernard Hodes Group
- Changing Our World, Inc.
- Cline Davis & Mann
- Corbett Accel Healthcare Group
- Dieste, Harmel & Partners
- Doremus & Co.
- Eden Communications Group
- Fuse
- Gutenberg Networks
- Harrison & Star Business Group
- Interbrand
- Ketchum Directory Advertising
- KPR
- Lyons Lavey Nickel Swift
- Recruitment Enhancement Services
- M/A/R/C Research
- Millsport
- Davie-Brown Entertainment
- ipsh!
- The Marketing Arm
- Image Plus Creative Communication